# Aleksandar Ivoš
Aleksandar Ivoš (in serbo Александар Ивош?; Valjevo, 28 giugno 1931 – Novi Sad, 24 dicembre 2020) è stato un calciatore jugoslavo, di ruolo attaccante.

## Carriera

### Club
Inizia la carriera nel Loznica, club nel quale milita sei anni, dal 1946 al 1951.
Nel 1951 passa al Mačva Šabac, società in cui resterà sino al 1954, quando verrà ingaggiato dal Vojvodina.
Con il club di Novi Sad militerà dal 1953 al 1961, ottenendo il secondo posto nella massima divisione jugoslava nella stagione 1956-1957.
Nel 1961 passa allo Sloboda Tuzla, club con cui giocherà tre stagioni tra i cadetti ed una, 1962-1963, in massima serie. L'esperienza con i bosniaci sarà intramezzata da un breve prestito agli italiani del Genoa, club con cui vince la Coppa dell'Amicizia italo-francese 1963.
Nel 1963 si trasferisce in Austria per militare nel Simmering della Staatsliga 1963-1964.
Nel 1966 si sposta in Belgio, per giocare con il Beringen, con cui disputa le stagioni 1966-1967 e 1967-1968, ottenendo due salvezze.
Nel 1968 torna a giocare in patria, per rivestire la maglia dello Sloboda Tuzla, con cui gioca la sua ultima stagione agonistica. Lasciato il calcio giocato entra a far parte dello staff tecnico dello Sloboda, divenendone anche direttore tecnico.

### Nazionale
Dopo aver giocato nelle selezioni giovanili ed in quella B, Ivoš esordisce in nazionale il 16 settembre 1962 con la nazionale di calcio jugoslava nell'amichevole pareggiata per 2-2 contro la DDR. In totale vestì la maglia della nazionale in tre incontri, tutti amichevoli, e fece parte della rosa di giocatori convocati per partecipare al campionato mondiale di calcio 1962, organizzato in Cile; nella competizione però non disputò nessuna partita.

## Statistiche

### Cronologia presenze e reti in Nazionale
| Cronologia completa delle presenze e delle reti in nazionale ― Jugoslavia | Cronologia completa delle presenze e delle reti in nazionale ― Jugoslavia | Cronologia completa delle presenze e delle reti in nazionale ― Jugoslavia | Cronologia completa delle presenze e delle reti in nazionale ― Jugoslavia | Cronologia completa delle presenze e delle reti in nazionale ― Jugoslavia | Cronologia completa delle presenze e delle reti in nazionale ― Jugoslavia | Cronologia completa delle presenze e delle reti in nazionale ― Jugoslavia | Cronologia completa delle presenze e delle reti in nazionale ― Jugoslavia |
| Data                                                                      | Città                                                                     | In casa                                                                   | Risultato                                                                 | Ospiti                                                                    | Competizione                                                              | Reti                                                                      | Note                                                                      |
| ------------------------------------------------------------------------- | ------------------------------------------------------------------------- | ------------------------------------------------------------------------- | ------------------------------------------------------------------------- | ------------------------------------------------------------------------- | ------------------------------------------------------------------------- | ------------------------------------------------------------------------- | ------------------------------------------------------------------------- |
| 16-9-1962                                                                 | Lipsia                                                                    | Germania Est                                                              | 2 – 2                                                                     | Jugoslavia                                                                | Amichevole                                                                | -                                                                         |                                                                           |
| 19-9-1962                                                                 | Belgrado                                                                  | Jugoslavia                                                                | 5 – 2                                                                     | Etiopia                                                                   | Amichevole                                                                | -                                                                         |                                                                           |
| 30-9-1962                                                                 | Zagabria                                                                  | Jugoslavia                                                                | 2 – 3                                                                     | Germania                                                                  | Amichevole                                                                | -                                                                         |                                                                           |
| Totale                                                                    |                                                                           | Presenze                                                                  | 3                                                                         |                                                                           | Reti                                                                      | 0                                                                         |                                                                           |

## Palmarès

### Competizioni internazionali
- Coppa dell'Amicizia: 1

Genoa: 1963